# 13 exorcismos
13 exorcismos es una película española de terror del año 2022 dirigida por Jacobo Martínez y protagonizada por María Romanillos y José Sacristán está inspirada en el caso real ocurrido a una adolescente de Burgos en el que fue uno de los últimos casos de exorcismos en España.

## Sinopsis
Tras una sesión de espiritismo, Laura Villegas comienza a comportarse de manera extraña. Alarmados por el siniestro comportamiento de su hija y convencidos de que el demonio la ha poseído, sus padres acuden al Padre Olmedo, uno de los 15 exorcistas autorizados por el Vaticano para intervenir en casos de posesiones demoníacas. A partir de ahí una serie de fenómenos extraños comenzarán a envolver a los protagonistas de la historia.

## Producción
Pablo Revuelta, Silma López, Daniel Arias, Alicia Falcó, Uri Guitart y Cristina Castaño completan el reparto de esta película de la factoría Bambú, que se rodó integralmente en diferentes localizaciones de Galicia, siendo sus principales escenarios Ourense, Ordes y Santiago de Compostela.

## Reparto
| Intérprete       | Personaje             |
| ---------------- | --------------------- |
| María Romanillos | Laura Villegas        |
| Ruth Díaz        | Carmen Villegas       |
| Urko Olazabal    | Tomás Villegas        |
| José Sacristán   | Padre Olmedo          |
| Pablo Revuelta   | Jesús Villegas        |
| Silma López      | Lola                  |
| Daniel Arias     | Enrique               |
| Alicia Falcó     | Mireia                |
| Uri Guitart      | Arturo                |
| Cristina Castaño | Asunción              |
| Daniela Bini     | Niña Demonio          |
| Jose Torija      | Demonio               |
| Alfonso Delgado  | Profesor Arte         |
| Fernando Oyagúez | Profesor Luis         |
| Paula Cereixo    | Técnica de Resonancia |
| Lupe Cartié      | Doctora Olivia        |
| Nerea Brey       | Enfermera Pool        |
| Adela Leiro      | Jueza                 |

## Premios y nominaciones
| Fecha | Premio       | Categoría                  | Recipiente                       | Resultado |
| ----- | ------------ | -------------------------- | -------------------------------- | --------- |
| 2023  | Premios Goya | Mejores efectos especiales | Jordi Costa Mariano García Marty | Nominada  |